# Partus sequitur ventrem
Partus sequitur ventrem, spesso abbreviata come partus, è stata una dottrina legale in vigore nelle colonie britanniche del Nord America e successivamente negli Stati Uniti d'America, inclusa nella serie di norme che regolavano la schiavitù nel territorio, derivata dalle norme del diritto romano. La frase in latino significa grossomodo che il nascituro segue il ventre, ovvero tradotto in termini legali che colui che fosse nato da una madre schiava avrebbe seguito lo stesso destino divenendo anch'egli schiavo, proprietà a vita di colui che possedeva il genitore.

## Storia
Prima dell'adozione di questa dottrina, sviluppatasi inizialmente in Virginia dal 1662 per poi diffondersi largamente in molte delle colonie, la common law inglese stabiliva che un bambino acquisiva la cittadinanza con i relativi diritti se il padre fosse stato cittadino inglese, considerando la famiglia come unità guidata dal genitore maschio. La comunità poteva anche agire di forza chiedendo che questi riconoscessero i propri figli illegittimi, obbligandoli a mantenerli e a occuparsi della loro formazione per dargli strumenti adeguati affinché potessero cavarsela da soli una volta diventati adulti. Tali norme erano orientate a non far ricadere sulla comunità i costi per il mantenimento dei figli illegittimi.
Nel 1658 Elizabeth Key Grinstead fu la prima donna di origini africane a ottenere la libertà in Virginia grazie alle norme in vigore all'epoca, chiedendo di essere liberata proprio in virtù del fatto che il proprio padre fosse stato un uomo inglese che a suo tempo aveva riconosciuto Elizabeth, battezzandola come cristiana.
In seguito a questo episodio nel 1662 si mise un freno al tentativo di ottenere la libertà dei figli degli schiavi, varando appunto il partus sequitur ventrem, istituito dalla House of Burgesses della Virginia e successivamente adottata nelle altre colonie. La dottrina stabiliva definitivamente che la libertà era concessa unicamente se la donna fosse stata una cittadina libera e non posta in schiavitù. Di conseguenza da quel momento tutti i bambini nati da donne di origini africane non erano più considerati soggetti tutelati dalle leggi inglesi, essendo questo il metodo di identificazione più diffuso per stabilire se una persona avesse o meno diritto alla cittadinanza con tutti i diritti che ne derivavano.
Alcuni storici suggeriscono che il partus fu istituito come necessità economica per la richiesta crescente di manodopera, in un periodo in cui il reclutamento di lavoratori con il metodo della servitù debitoria era difficile, a causa delle estreme condizioni in cui ci si veniva a trovare, poco allettanti per eventuali nuovi coloni che vi avessero voluto fare ricorso. Il provvedimento ebbe anche l'effetto di evitare l'obbligo di riconoscimento della prole nata da madri schiave, per cui anche l'abuso sessuale verso di esse divenne senza rischi per il padrone, che anzi prendeva vantaggio dalla situazione avendo schiavi in più senza doverli acquistare. I figli illegittimi venivano confinati nei quartieri di schiavi, a meno che il proprio genitore maschio non avesse intrapreso le vie legali per riconoscergli lo status di cittadino libero.
A causa della dottrina istituita la popolazione di persone con antenati sia africani sia europei crebbe enormemente, come notarono alcuni visitatori giunti in Virginia dall'Europa nel XVIII secolo.
Lo stesso Thomas Jefferson pare avesse avuto almeno sei figli "misti" nati dalla relazione fissa con una schiava, di cui quattro sopravvissero fino all'età adulta, e tre di questi entrarono nella società dei bianchi, poiché aventi almeno 7/8 di antenati europei, condizione necessaria affinché potesse essere riconosciuta la libertà nonostante la nascita in cattività, come era previsto dalle leggi della Virginia.
Sulla costa del golfo, nelle colonie latine, vi era una classe elitaria di uomini liberi di origine africana, che avevano la pelle più chiara, specialmente a New Orleans, Savannah e Charleston. Molti di essi erano istruiti e possedevano proprietà, alcuni persino schiavi.
A causa della crescente domanda di cotone in Virginia e altri Stati divenne sempre più difficile rendere liberi gli schiavi, per la pressante necessità di assoggettare quanta più manodopera possibile da far lavorare nei campi nei primi anni del XIX secolo.
May Chesnut scriveva della società della Carolina del Sud che i loro uomini, come i patriarchi, vivevano tutti nella stessa casa con le loro mogli e le loro concubine, e vi erano molti bambini mulatti che somigliavano stranamente ai bambini bianchi che abitavano nella stessa casa. L'attrice e attivista Fanny Kemble descrisse invece nel suo Journal of a Residence on a Georgia Plantation in 1838-1839 le disgrazie di figli illegittimi abbandonati dai propri padri che avevano una posizione elitaria nella società, ma il libro non fu pubblicato prima del 1863.
Negli anni precedenti la guerra civile non tutti i padri bianchi abbandonavano i propri figli illegittimi alla schiavitù, alcuni facevano in modo che non potessero cadere in disgrazia intestandogli proprietà e riconoscendo legalmente la propria relazione con la madre schiava. Alcuni facoltosi coltivatori pagarono l'istruzione dei loro figli mulatti negli Stati del Nord, dove l'insegnamento ai neri non era proibito. Questi rappresentavano però solo un'esigua parte dei bambini nati in schiavitù, ma molti di loro diventarono poi leader dei movimenti abolizionisti, come Robert Purvis a Filadelfia.